# Beverly (Massachusetts)
Beverly – miasto w Stanach Zjednoczonych, w stanie Massachusetts, w hrabstwie Essex.

## Miasta partnerskie
- – Beverley, Wielka Brytania